# Peleteria rubescens
Peleteria rubescens is een vliegensoort uit de familie van de sluipvliegen (Tachinidae). De wetenschappelijke naam van de soort is voor het eerst geldig gepubliceerd in 1830 door Robineau-Desvoidy. Het wordt in heel Europa gevonden, van Portugal tot Rusland.